# Neckera kamakurana
Neckera kamakurana là một loài rêu trong họ Neckeraceae. Loài này được S. Okamura mô tả khoa học đầu tiên năm 1916.